# Zentralmarkthalle Sofia

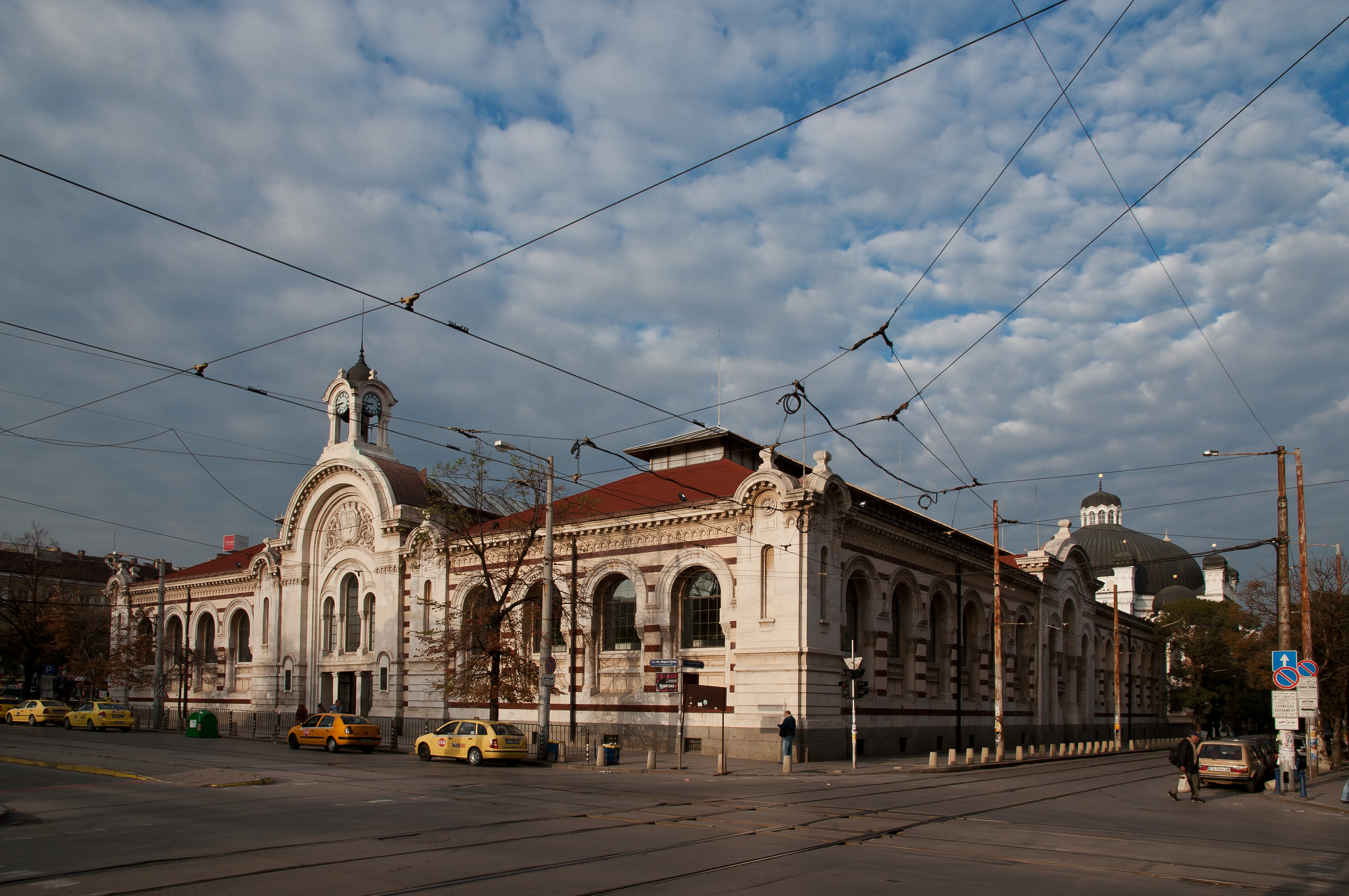
Sofioter Zentralmarkthalle mit der Synagoge rechts im Hintergrund

Die Zentralmarkthalle Sofia (bulgarisch Централни софийски хали Zentralni Sofijski Chali; kurz: халите chalite „die Hallen“), erbaut 1909 bis 1911, ist eine Markthalle im Zentrum von Sofia, am Boulevard Knjaginja Maria Luisa, zwischen der Exarch-Josif-Straße im Norden und der Pirotska-Straße im Süden gelegen. Diese Markthalle, mit der Adresse Boulevard Knjaginja Maria Luisa 25, war die früheste ihrer Art im modernen Bulgarien.
Die bulgarische Bezeichnung für die Markthalle ist aus dem Französischen entlehnt, in Sofia in der Mehrzahl (Chalite/Die Hallen) wie in der französischen Bezeichnung Les Halles.

## Beschreibung

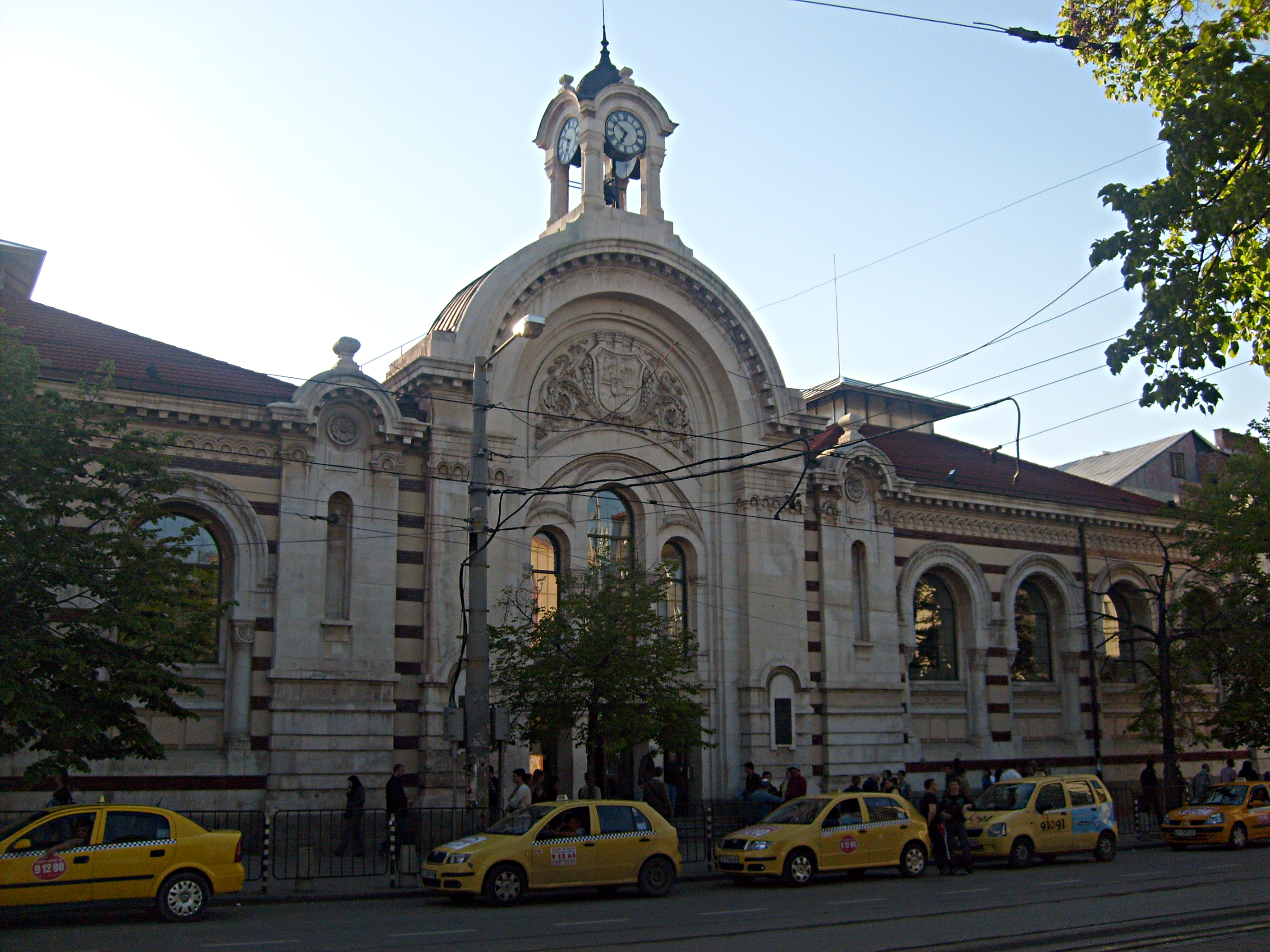
Haupteingang mit dem Glockenturm und dem Wappen von Sofia

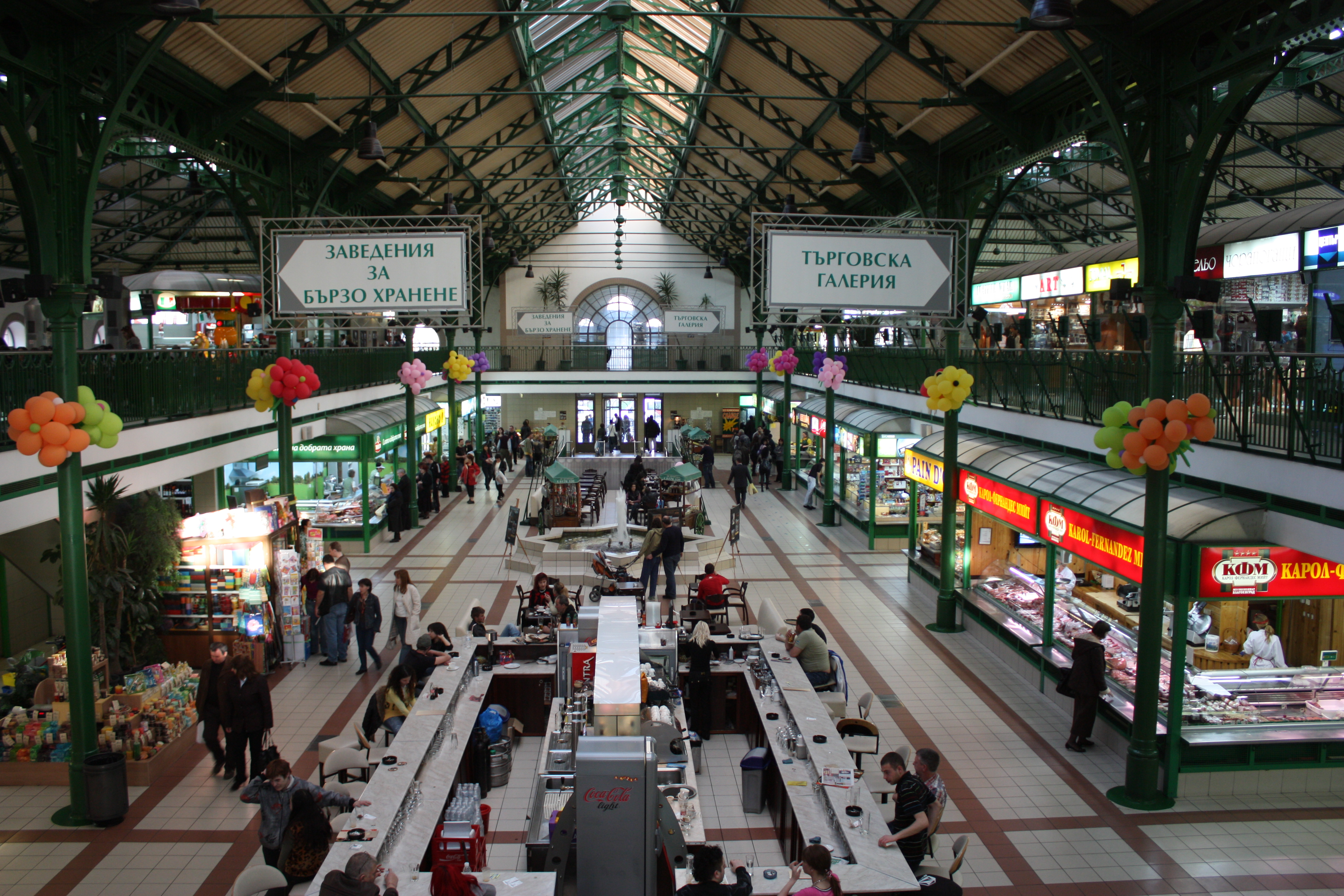
Im Inneren der Halle

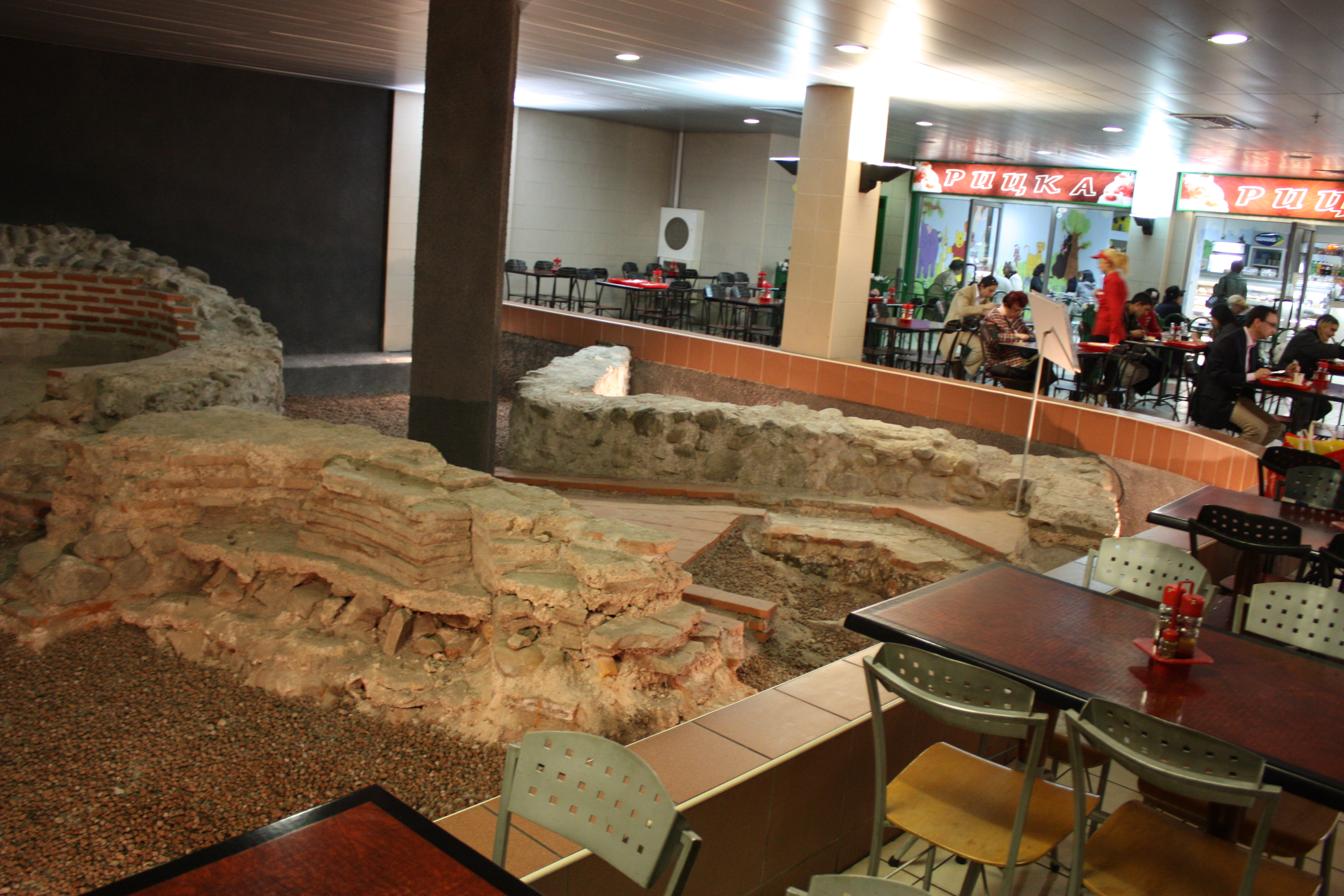
Reste der römischen Festung Serdica im Kellergeschoss der Markthalle

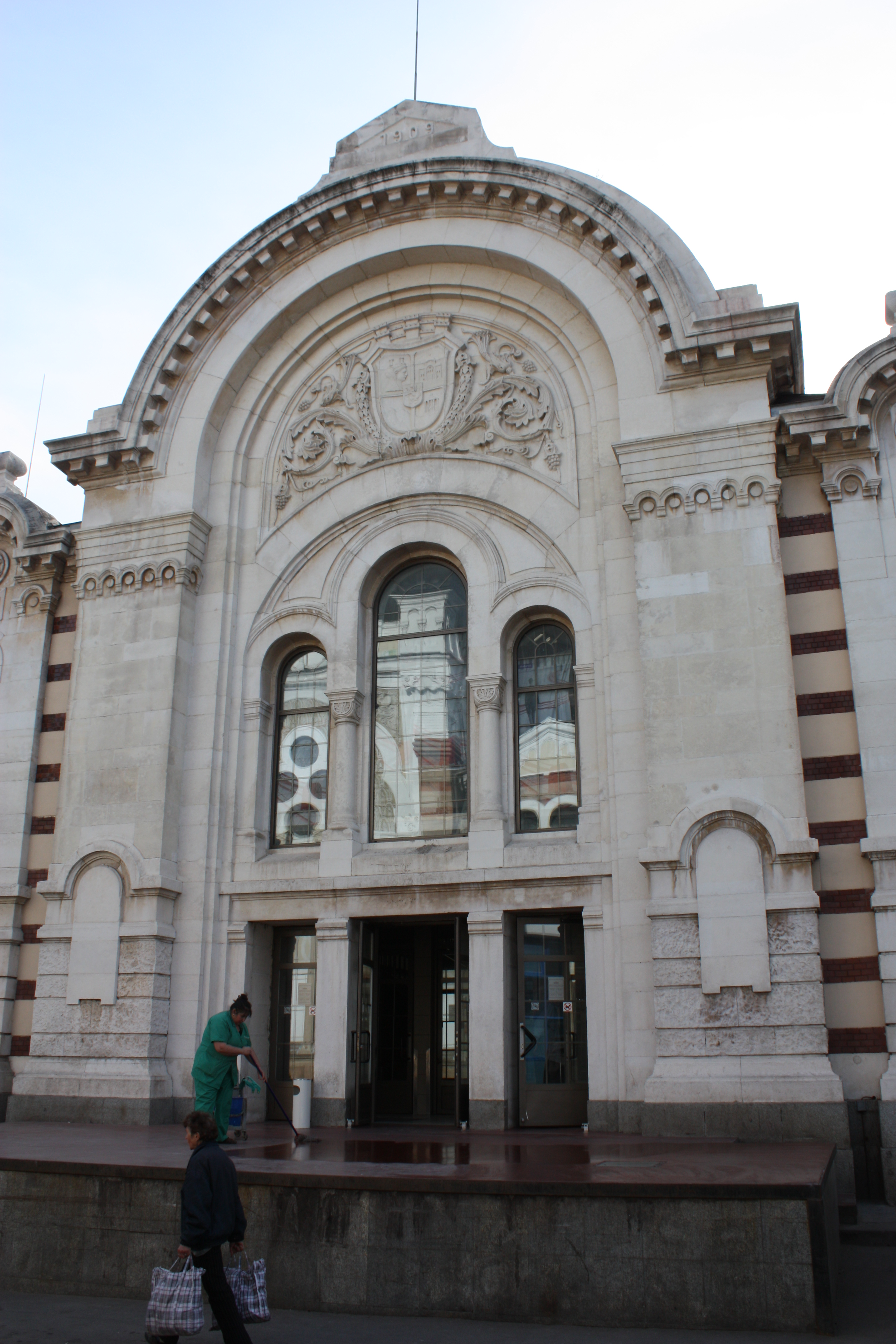
Südlicher Seiteneingang – mit der Jahreszahl 1909

Die Sofioter Zentralmarkthalle wurde im Neorenaissance-Stil gebaut, mit Anklängen an die neobyzantinische Architektur und das Neobarock. Das Gebäude hat einen rechteckigen Grundriss von 65 × 55 m und eine Grundfläche von 3200 m². An jeder der vier Seiten befindet sich ein Eingang. Den Haupteingang, zum Boulevard Maria Luisa gelegen, ziert ein Glockenturm mit drei Uhren, die 1915 auf dem Turm angebracht wurden. In die Fassade über dem Haupteingang, die Ostseite des Gebäudes, ist auch das Relief des Wappens von Sofia eingelassen, das damals noch nicht den Leitspruch „Wächst aber altert nicht“ trug, dieser wurde erst 1911 zum Wappen hinzugefügt, und auch noch keine Lorbeerzweige aufwies. Das Dach besteht aus einer Stahl- und Glaskonstruktion.
Direkt gegenüber der Zentralmarkthalle steht im Osten die Banja-Baschi-Moschee (1576) und daneben das Zentrale Mineralbad Sofia (1913), das jetzt das Museum für die Stadtgeschichte Sofias beherbergt. Unmittelbar hinter der Markthalle liegt im Westen die Sofioter Synagoge (1909).
1955 wurde das Gebäude Kulturdenkmal von nationaler Bedeutung erklärt. Die Markthalle ist ein architektonisches Kulturdenkmal in Sofia.
Vor dem Haupteingang zur Zentralmarkthalle, auf der anderen Straßenseite des Boulevards Maria Luisa liegt der „Bad-Platz“ (площад „Бански“/Ploschtad „Banski“), zwischen dem Mineralbad und der Markthalle. Der kleine Platz südlich der Markthalle wird als Platz „Zentrale Hallen“ (Площад „Централни хали“/Ploschtad „Zentralni chali“) bezeichnet.

## Geschichte
Der Bau der Zentralmarkthalle erfolgte auf Beschluss der Gemeinde Sofia und begann 1909 nach Entwürfen des Architekten Naum Nikolow Torbow (bulgarisch Наум Николов Торбов), der den ausgeschriebenen Architekturwettbewerb gewonnen hatte. Die Markthalle wurde nach zweijähriger Bauzeit 1911 eröffnet und wurde zu einem wichtigen Handelsobjekt im Zentrum von Sofia. Bis Ende der 1940er Jahre genehmigte die Stadtverwaltung von Sofia ungefähr 170 Geschäfte und Stände in der Sofioter Markthalle, die Mieten und das Warensortiment wurden streng reglementiert. Nach den 1950er Jahren wurde das Interior der Halle wesentlich verändert. Die Markthalle wurde 1988 für einen großen Umbau geschlossen und nach ihrer Modernisierung 2000 wiedereröffnet. Im Kellergeschoss der Markthallen sind Überreste der römischen Festungsmauer von Serdica freigelegt und zu besichtigen.
Die israelische Baufirma Aschtrom hat 7 Mill. US-Dollar in die Modernisierung der Markthalle investiert und hält 75 % an der Zentralmarkthalle und die Stadt Sofia die restlichen 25 %. Wegen des Teilverkaufs der Markthallen an die Firma Aschtrom und drei weiteren Verkäufen wurde der damalige Sofioter Oberbürgermeister Stefan Sofijanski 2004 angeklagt, da er zum Schaden der Stadt Sofia gehandelt habe. Der Prozess zog sich bis 2006 hin, da er zwischenzeitliche Immunität als Abgeordneter besaß, wurde dann aber letztendlich mit einem Freispruch abgeschlossen.
Seit Juni 2024 befindet sich in der Zentralmarkthalle eine Kaufland-Filiale.
Zuvor arbeiteten in der Markthalle ca. 1000 Menschen, die Handelseinrichtungen waren auf drei Etagen verteilt. An den 134 Verkaufsständen und Geschäften der Markthalle wurden Nahrungsmittel, Bekleidung, Schmuck und andere Dinge angeboten. Im ersten Geschoss, das als Galerie gestaltet ist, gibt es weiterhin Cafés und Restaurants.